# Grandaddy
Grandaddy est un groupe de rock américain, originaire de Modesto, en Californie. Il est formé en 1992 et comprend à ses débuts Jason Lytle, Aaron Burtch, Jim Fairchild, Kevin Garcia et Tim Dryden.

## Biographie

### Formation et débuts
Le groupe est formé en 1992 à Modesto autour du chanteur, guitariste et claviériste Jason Lytle, du bassiste Kevin Garcia et du batteur Aaron Burtch. Le style musical du groupe est un mélange de rock indépendant et de clavier inspiré de Philip Glass. Le style du groupe se rapproche du space rock et les paroles sont généralement centrées autour de l'isolement dans un monde high-tech bien qu'ayant un côté d'Amérique rurale. Il est à l'origine inspiré par des groupes de punk rock américains comme Suicidal Tendencies et Bad Brains. Lytle est un ancien skateboarder professionnel qui se mettra à la musique à la suite d'une blessure au genou,.
Les membres se construisent un studio chez la famille Lytle, et la première cassette audio auto-produite du groupe, Complex Party Come Along Theories, est publiée en avril 1994,. Les singles Could this Be Love et Taster suivent plus tard dans l'année. En 1995, le guitariste Jim Fairchild (un autre ex-pro-skateur) et le claviériste Tim Dryden se joignent au groupe,. Une deuxième cassette, Don't Sock the Tryer, est annulée, et le groupe préfère publier à la place le mini-album A Pretty Mess by This One Band en avril 1996 au label Will.

### Période V2
Insatisfait du manque d'effort de Will Records, le groupe signe un contrat international avec le label V2 Records de Richard Branson en 1999, leur premier album ici étant l'EP Signal to Snow Ratio publié en septembre la même année. En mai 2000, ils publient leur deuxième album, The Sophtware Slump, bien accueilli par la presse spécialisée. NME le classe 34e de son top 100 des « meilleurs albums de la décennie », et The Independent le décrit comme « l'égal de OK Computer, ». L'album atteint la 36e place du UK Albums Chart et la popularité du groupe ne cesse de grimper, également parmi des célébrités telles que David Bowie, Kate Moss et Liv Tyler. Au début de 2001, l'album compte 80 000 exemplaires vendus dans le monde. Leur premier single de l'album, The Crystal Lake, devient le premier à atteindre le top 40 britannique après sa réédition en 2001.
Après quelques années dans l'ombre, le groupe obtient son premier succès critique et commercial avec l'album Under the Western Freeway, porté notamment par son single A.M 180. Ce succès se confirmera avec les albums suivants, The Sophtware Slump et Sumday en 2003.

### Séparation et retour
Le groupe se sépare après la publication de l'album, Just Like the Fambly Cat en 2005.
Début mars 2012 le groupe annonce se reformer pour une série de concerts, le premier aura lieu le 25 août au festival Pully For Noise à Lausanne en Suisse et ensuite il se produira au festival End of the Road qui se déroulera dans le Dorset Anglais du 31 août au 2 septembre 2012. Enfin, le groupe est programmé pour les 10 ans du festival Rock en Seine le 26 août 2012.

### Nouveaux albums

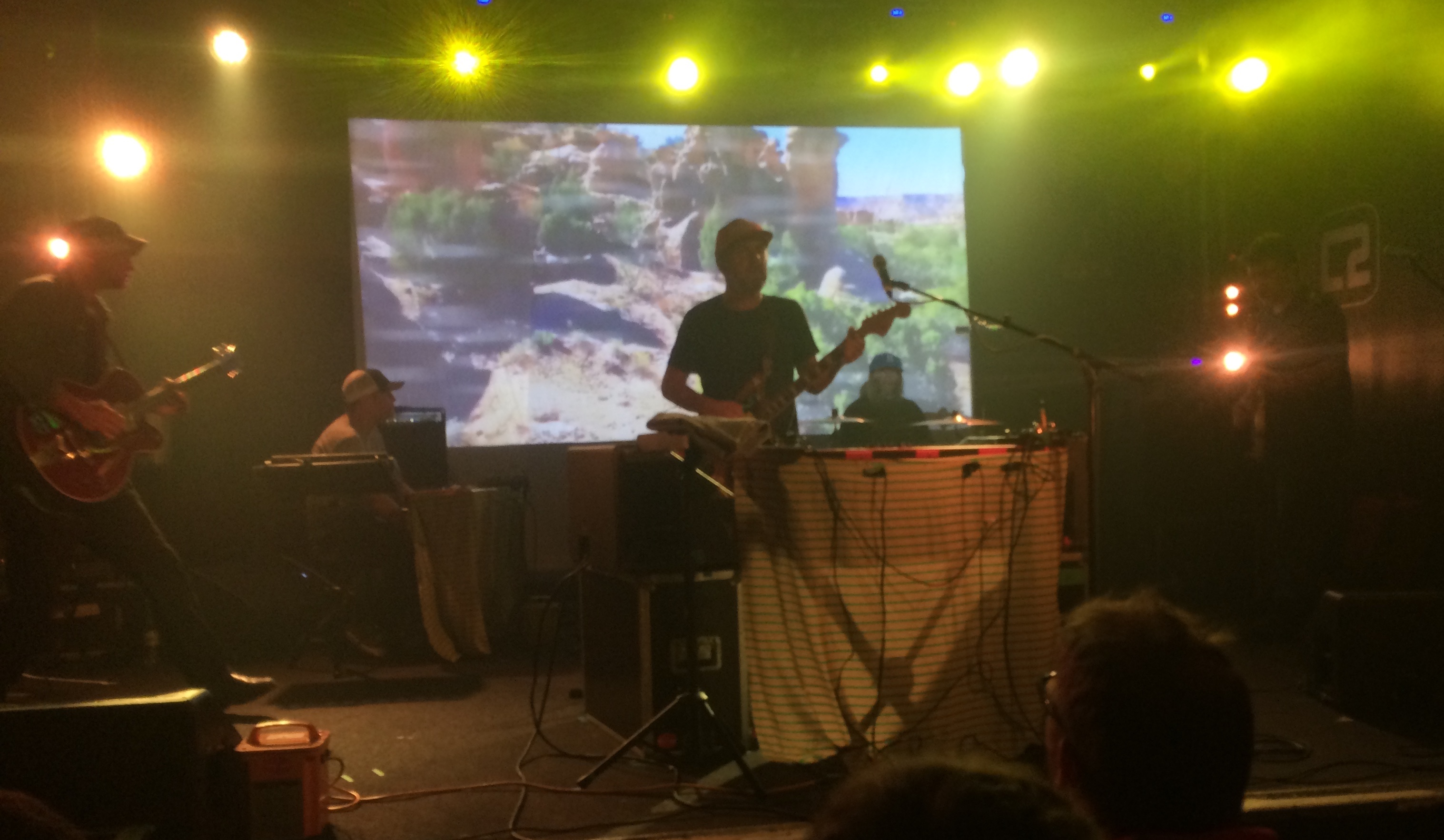
Grandaddy au Concorde 2 de Brighton, en avril 2017.

Entre 2014 et 2015, Lytle produit l'album Why Are You OK de Band of Horses. Le groupe annonce en 2015 la sortie d'un nouvel album pour l'année suivante et entame une nouvelle tournée. En tournée, ils annoncent la sortie de l'album Last Place et publient un clip du morceau Way We Won't, avec Jason Ritter.
Le 1er mai 2017, le groupe perd son bassiste, Kevin Garcia, victime d'une grave crise cardiaque. Il avait 41 ans. Après sa mort, le groupe annule le restant de ses dates,.
En octobre 2023, le groupe annonce la sortie d'un album studio, Blu Wav, pour le 16 février 2024,.

## Discographie

### Albums studio
- 1992 : Prepare To Bawl
- 1994 : Complex Party Come Along Theories
- 1997 : Under The Western Freeway
- 2000 : The Sophtware Slump
- 2003 : Sumday
- 2006 : Just like the Fambly Cat
- 2017 : Last Place
- 2024 : Blu Wav

### Compilations
- 1999 : The Broken Down Comforter Collection (mélange de A Pretty Mess by this One Band EP et de Machines are Not She EP)
- 2000 : The Windfall Varietal
- 2002 : Concrete Dunes
- 2004 : Below the Radio

### Singles
- Everything Beautiful is Far Away (1998)
- Laughing Stock Single (1998)
- Summer Here Kids (1998)
- A.M. 180 (1998)
- The Crystal Lake (2000, 2001)
- Hewlett's Daughter(2000)
- He's Simple, He's Dumb, He's the Pilot (2000)
- Now It's On (2003)
- El Caminos in the West (2003)
- I'm on Standby / Stray Dog and the Chocolate Shake Double A-Side (2004)
- Nature Anthem (2004)
- Elevate myself (2006)

### Singles hors album
- Could This Be Love (1994) (seulement 500 copies, CD de 7")
- Taster (1995) (single sur CD de 7")
- Alan Parsons In A Winter Wonderland (2000) (single de promotion)
- MGM Grand Single (2000) (single partagé avec John Wayne Shot Me)
- Fishing Boat Song (2000) (single partagé avec 'Persil' et 'Beachwood Sparks', disponible avec le magazine Devil In the Woods)
- Revolution (2002) (reprise des Beatles, bande originale du film Sam, je suis Sam)
- The Rugged and Splintered Entertainment Center (2003) (single partagé avec Polyphonic Spree)
- Aisle Seat 37-D (2003) (single partagé avec 'Verbana', disponible avec le magazine Devil In the Woods)

### EP
- 1996 : A Pretty Mess by this One Band
- 1998 : Machines are Not She
- 1999 : Signal to Snow Ratio
- 2001 : Through a Frosty Plate Glass
- 2005 : Excerpts from the Diary of Todd Zilla